# Xã Freedom, Quận Republic, Kansas
Xã Freedom (tiếng Anh: Freedom Township) là một xã thuộc quận Republic, tiểu bang Kansas, Hoa Kỳ. Năm 2010, dân số của xã này là 167 người.